# Sant Bartomeu de Malgrat
Sant Bartomeu de Malgrat és una església del municipi de les Valls d'Aguilar protegida com a bé cultural d'interès local.

## Descripció
Edifici religiós, d'una nau amb absis semicircular, cobert amb volta de canó. Té dos arcs torals i un arc preabsidal. La construcció està feta amb pedres poc desbastades. Al costat de l'epístola, hi ha una antiga porta actualment tapada. L'accés més modern està al frontis.